# 貨幣の流通速度

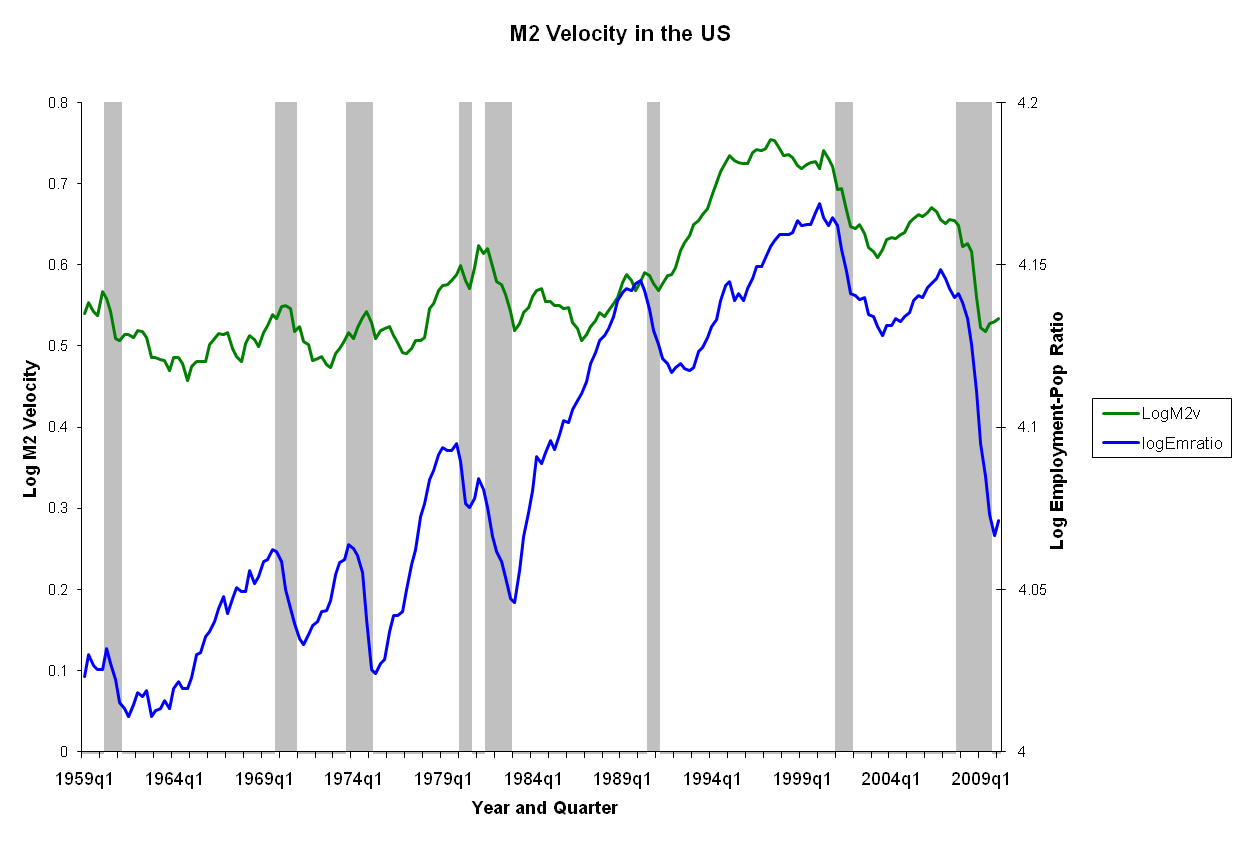
Chart showing the log of the velocity (green) of the U.S. M2, calculated by dividing nominal GDP by the M2 stock (M1 plus time deposits), 1959–2010. The employment-to-population ratio is displayed in blue, and periods of recession are represented with gray bars.

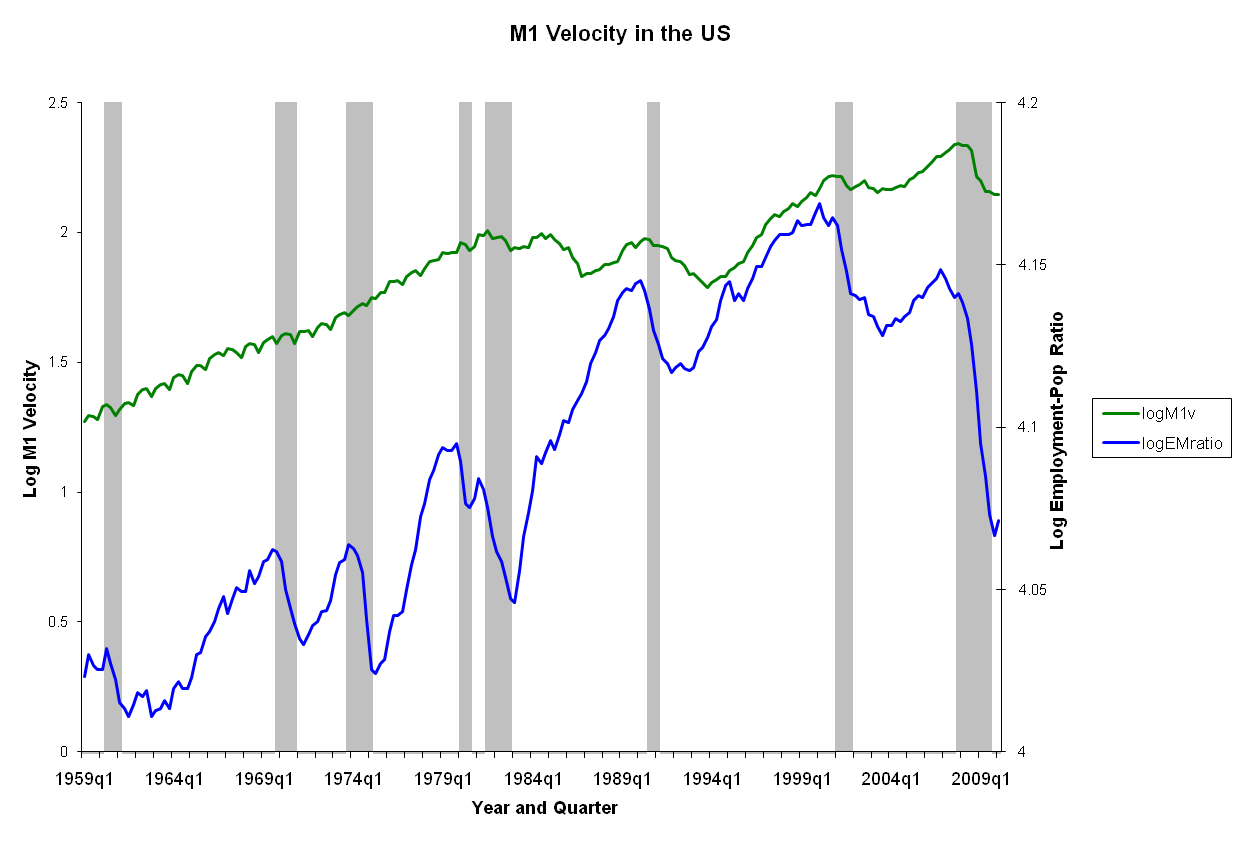
Similar chart showing the logged velocity (green) of a slightly narrower measure M1 of money consisting of currency and liquid deposits, 1959–2010.

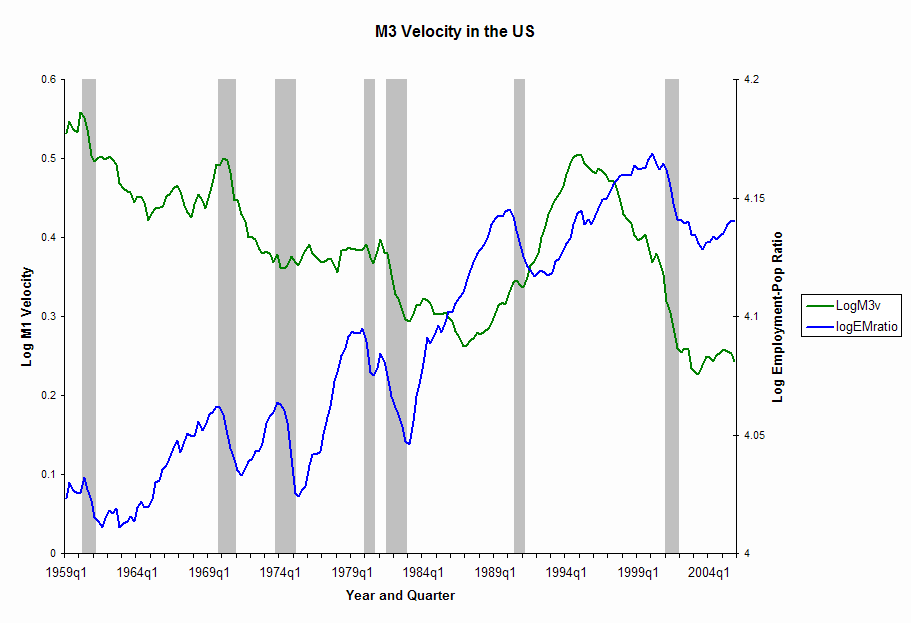
Similar chart showing the logged velocity (green) of a broader measure of money M3 that covers M2 plus large institutional deposits. The US no longer publishes official M3 measures, so the chart only runs through 2005.

貨幣の流通速度（かへいのりゅうつうそくど、英:Velocity of money）は、平均的な通貨単位が一定期間内に財やサービスを購入するために使用された回数を測定すること。
この概念は、経済活動の規模を所定の通貨供給量に関連付けるものであり、貨幣交換の速度はインフレーションを決定する変数の一つである。通常、貨幣速度の指標は、国民総生産（GNP）と一国の通貨供給量の比率である。
貨幣の速度が増加している場合、個人間の取引がより頻繁に行われていることになる。貨幣速度は時間と共に変化し、様々な要因に影響される。
金融取引の性質上、貨幣速度は実証的に決定することはできない。

## 説明
例えば、非常に小さな経済圏で、農家と整備工場が50ドルずつを持ち寄り、1年間に3回だけ新しい商品やサービスを購入したとする。
ある農家がトラクターの修理に50ドル使う。
整備士は農家から40ドルのトウモロコシを買う。
整備士は農家から納屋の猫に10ドル使う。
とすると、この小さな経済では50ドルしかないにもかかわらず、1年間で100ドルが手に渡ったことになる。この100ドルという水準が可能なのは、1ドルが平均して年に2回、新しい商品やサービスに使われたからである。すなわち速度は2/年である。　農家が整備士から中古のトラクターを買ったり、整備士に贈り物をしたりしても、その取引はこの小さな経済の国内総生産（GDP）には含まれないため、速度の分子には入らないことに注意されたい。
貨幣速度は、貨幣需要に関する別の視点を提供する。貨幣を使った取引の名目的な流れを考えると、代替金融資産の金利が高ければ、人々は取引量に比して貨幣をあまり保有したがらない-財や他の金融資産と素早く交換しようとし、貨幣は「ポケットに穴が開く」と言われ、速度が高くなる。この状況は、まさにマネー需要が低いということである。逆に、機会費用が低いと、速度は低くなり、マネー需要は高くなる。どちらの状況も、貨幣需要の時間変動性に寄与している。マネー市場の均衡では、いくつかの経済変数（金利、所得、または物価水準）がマネー需要とマネーサプライを等しくするように調整されている。 [要出典]。

## 間接的な測定
実際には、貨幣の流速を測定する試みは通常間接的なものである。取引速度は次のように計算できる。
{\displaystyle V_{T}={\frac {PT}{M}}}
𝑉 𝑇は、ある時間枠における全取引の貨幣速度である；
𝑃　は物価水準である；
𝑇 はある時間枠における取引の総実質価値、 ᵄ は物価水準、 𝑇 はある時間枠における取引の総実質価値。
𝑀 は経済の平均的な名目流通貨幣総額である（詳細は「マネーサプライ」を参照）。
{\displaystyle V={\frac {PQ}{M}}}
ルートヴィヒ・フォン・ミーゼスは1968年、ヘンリー・ヘイズリットへの手紙の中でこう述べている： 「流通速度の概念の主な欠陥は、個人の行動から出発するのではなく、経済システム全体の角度から問題を見ることである。この概念はそれ自体、価格と購買力の問題にアプローチする悪質な方法である。他の条件が同じであれば、利用可能な貨幣の総供給量の変化に比例して価格も変化するはずだと仮定している。これは真実ではない。

### ソース
- Cramer, J.S. “velocity of circulation”, The New Palgrave: A Dictionary of Economics (1987), v. 4, pp. 601–02.
- Friedman, Milton; “quantity theory of money”, in The New Palgrave: A Dictionary of Economics (1987), v. 4, pp. 3–20.